# Histagonia
Histagonia là một chi nhện trong họ Theridiidae.